# NGC 7578B
NGC 7578B je eliptična galaktika u zviježđu Pegazu.

## Vanjske poveznice
- (engl.) SEDS: NGC 7578
- (engl.) Hartmut Frommert: Revidirani Novi opći katalog
- (engl.) Izvangalaktička baza podataka NASA-e i IPAC-a
- (engl.) Astronomska baza podataka SIMBAD
- (engl.) VizieR
- DSS-ova slika NGC 7578  Arhivirana inačica izvorne stranice od 10. rujna 2014. (Wayback Machine)
- (engl.) Auke Slotegraaf: NGC 7578 Deep Sky Observer's Companion
- (engl.) NGC 7578[neaktivna poveznica] DSO-tražilica
- (engl.) Courtney Seligman: Objekti Novog općeg kataloga: NGC 7550 - 7599